# Lil Tracy
Джаз Ішмаел Батлер (англ. Jazz Ishmael Butler, 3 жовтня 1995, Вірджинія-Біч) більш відомий за сценічним псевдонімом Lil Tracy (раніше також відомий як Yung Bruh) — американський репер з штату Вірджинія.

## Життєпис
Джаз Батлер народився 3 жовтня 1995 року Вірджинії, США в родині музикантів. Батько — Ішмаел Батлер (Ishmael Butler), американський репер і продюсер. Мати — Шерл Клемонс (Cheryl Clemons), американська R&B музикантка, насамперед відома завдяки своїй участі в тріо SWV
Коли Джаз був підлітком, його батьки розвелись.
Говорячи про своє дитинство у Вірджинії, в одному з інтерв'ю Батлер сказав: «Було відстійно, але мені подобалося» (англ. «It sucked but i love it»)
У 18 років Lil Tracy поїхав в Лос-Анджелес не попередивши батьків.

## Кар'єра
Спочатку став відомим на SoundCloud. В 2014 році став учасником колективу ThraxxHouse. Пізніше, приєднався до GothBoiClique.
Перший його мікстейп під назвою «Cascadia Vibes» було випущено 1 жовтня 2013.
У травні 2016 познайомився з Lil Peep, з яким незабаром записав пісню «White Tee». Пісня увійшла до мікстейпу Густава — Crybaby.
Приблизно у середині 2016 змінив свій псевдонім на Lil Tracy, дізнавшись про те, що виконавець із псевдонімом Yung Bruh вже існує. 
1 лютого 2017 року Джаз випустив перший альбом «Tracy's Manga». 3 місяці по тому, 3 квітня 2017, випустив другий альбом «XOXO».
Третій альбом «Life of a Popstar», вийшов 31 липня 2017 року.
Взяв участь у пісні «Awful Things» з альбому Lil Peep —«Come Over When You're Sober, Pt.1». Пісня дебютувала на 79 місці у Billboard Hot 100.
В 2018 пережив серцевий напад, причиною якого послужила смерть близького друга, та репера — Lil Peep
Перший мікстейп після довгої паузи вийшов 5 жовтня 2018 під назвою «DESIGNER TALK». До нього увійшло 5 пісень.
Через місяць Джаз випустив другий мікстейп, під назвою «Sinner», до нього також увійшло 5 пісень. Пісня «heart» набрала рекордні 7 мільйонів.
В 2019 вийшов довгоочікуваний дебютний альбом під назвою «Anarchy», в якому Джаз намагався дотримуватися звуку, який він робив разом з Густавом. В альбом увійшло 8 треків.
13 листопада 2020 року Джаз випустив найбільший альбом за його кар'єру, до якого увійшло 20 пісень — «Designer Talk 2». Анонс альбому відбувся ще у січні 2019 року.
3 червня 2022 випустив третій студійний альбом Saturn Child, до якого увійшло 10 треків. 20 січня 2023 випустив спільний з Drippin So Pretty п'ятитрековий мініальбом під назвою Pray.

## Псевдоніми
Джаз прихильник змінювати свої псевдоніми. Його колишні ніки: Tracy Grey, Tracy Minaj, Yung Bruh, souljahwitch, Tracy Lovato, Lil Tumblr, Persian Dolphfin.

## Дискографія

### Студійні альбоми
- 2019 — Anarchy
- 2020 — Designer Talk 2
- 2022 — Saturn Child

### Мікстейпи
- 2013 — Cascadia Vibes
- 2013 — Information
- 2014 — indigo soul
- 2014 — depression
- 2014 — asaku's forest
- 2014 — I C Y R O B I T U S S I N 森林之神杨
- 2014 — e m o c e a n
- 2015 — ELEGANTANGEL
- 2015 — WHEN ANGELS CRY (death has wings)
- 2015 — KIM K & KANYE
- 2015 — u,_u
- 2015 — VINTAGE LSD COMPILATION
- 2015 — HEAVENS WITCH *eternal spells*
- 2015 — BAEBOY
- 2016 — TRACY WORLD EP
- 2016 — VAMPIRE SPENDIN MONEY
- 2016 — FREE TRACY! CAMPAIGN
- 2016 — Desire
- 2016 — 757 VIRGINIA HOOD NIGHTMARES THE UNKNOWN STORY
- 2016 — Castles (з Lil Peep)
- 2016 — MOON STONES
- 2017 — Tracy's Manga
- 2017 — Castles II (з Lil Peep)
- 2017 — Fly Away (з Lil Raven)
- 2017 — XOXO
- 2017 — Life of a Popstar
- 2017 — Hollywood High (з Mackned)
- 2018 — Tracy's World
- 2018 — Designer Talk
- 2018 — Sinner
- 2023 — Pray (з Drippin So Pretty)